# Mikko Kauppila
Mikko Kauppila, född 10 oktober 1995 i Ylöjärvi, är en finländsk skådespelare.
Kauppila har bland annat medverkat i filmen Tytöt tytöt tytöt och i TV-serien Sekunder.

## Filmografi (i urval)
- 2022 – Tytöt tytöt tytöt
- 2024 – Sekunder (TV-serie)